# 1999 AJ4
1999 AJ4 är en asteroid i huvudbältet som upptäcktes den 9 januari 1999 av den kroatiska astronomen Korado Korlević vid Višnjan-observatoriet.
Asteroiden har en diameter på ungefär 2 kilometer och den tillhör asteroidgruppen Nysa.